# Větrný mlýn v Bratronicích
Větrný mlýn v Bratronicích je zaniklý mlýn německého typu.

## Historie
Existenci obilného větrného mlýna v Bratronicích dokládají prameny již ve druhé polovině 17. století. Před rokem 1778 stál „blíže zámku“, je však také uváděna i jeho poloha „na návrší V borku“, kde se našly při výkopu jeho základní zdi v podobě šikmého kříže. Mlýn zanikl před rokem 1837.